# عبدالله شادان
عبدالله شادان در سال ۱۳۲۷ خورشیدی در شهر کابل تولد گردیده‌است. او نویسنده، شاعر، نوشتن داستان‌های رادیویی، دکلماتور شعر، کارگردانی و گویندگی برخی برنامه ادبی و فرهنگی رادیو و تلویزیون اسبق کشور در حال حاضر همکار با بخش فارسی را دیو بی‌بی‌سی، درعرصه‌های مختلف ادب و هنر و فرهنگ است.

## زندگی‌نامه
عبداله شادان در یک خانواده روشنفکر در شهر کابل به دنیا آمده‌است. وی تحصیلاتش را در رشته حقوق و علوم سیاسی در دانشگاه یا (پوهنتون کابل) به پایان رسانید.
پس از تحصیل ابتدا به عنوان معاون مجله قضا در ستره محکمه سپس به رادیو افغانستان را یافت و به نوشتن داستان‌های رادیوی آغاز کرد. از مشهورترین داستان‌های وی محکوم به فنا، عشق شکوهمندترین، ژاندارک، سپیده دمید، داستان‌های توره، وطن پناه منی، و کودکان فردا است.
شادان درشعر و شاعری نیز از استعداد و قریحه بلندی برخوردار است، یکی از اشعارش درقالب آهنگ دلنشینی با صدای سهیلا زلاند، استاد مهوش و هایده آوازخوان شهیر کشور ایران که بگوش‌های همه آشناست:
وقتی عاشق شوی راز دلته گفته نتانی--- چقدر سخته خدایا، چقدر سخته خدایا
شادان علاوه بر کار رادیوی، مدت شش ماه در ایران در رشته برنامه سازی و کارگردانی برنامه‌های تلویزیون در ایران آموزش دیده و بعد از برگشت بوطن درتاریخ ۲۹ ماه حوت سال ۱۳۵۶ نخستین برنامه تلویزیون افغانستان به کارگردانی وی پخش و نشر شده‌است. ثبت و نشر اولین پارچه‌های موسیقی، تمثیلی وهنری تلویزیون افغانستان و از جمله آهنگ تلویزیونی «لیلی لیلی لیلی جان» آحمد ظاهر را نیز کارگردانی کرده.
عبدالله شادان در سال ۱۳۵۹ به سمت رئیس تلویزیون أفغانستان و سپس به عنوان معین کمیته دولتی رایو تلویزیون و سینماتوگرافی برگزیده شد.
- شادان یک‌تعداد تغییرات و تنوعات در نشرات رادیو و تلویزیون به وجود آورد که ذیلاً نگاشته می‌شود.
- تبدیل ساختن رادیو تلویزیون بخانه هنرمندان و فرهنگیان
- دسته‌بندی موسیقی کلاسیک، غزل، محلی، موسیقی ملیت‌های برادر، تکنوازی و آماتور و تعین جای و زمان مشخص برای نشرآن.
- بوجودآمدن گروه‌های جدید موسیقی مثل گروه باران، جامی وغیره.
- تولید فیلم‌های تلویزیونی دختری با پیراهن سفید، کیفر؛ دهکدهٔ من وغیره.

شادان در سینمای افغانستان نیز آثار گرانباری ازخود بجا گذاشته‌است مثل:
1. - ایفای نقش بکتاش در فیلم سینمایی (رابعه بلخی) به‌کارگردانی داودفارانی و خالق علیل
2. - نوشتن ناریشن برخی فیلم‌های مستند و اخباری تولیدی مؤسسه افغانفلم
3. - نوشتن فیلمنامه فیلم مستند «کودکان فردا را می‌سازند» و فیلم داستانی سینمائی «حماسه عشق»

سایر کارهای ادبی فرهنگی وی:
1. - کارگردانی نمایشنامه‌های «گاوصندوق» و «دیوار» با بازیگری استاد بیسد و استاد عزیزالله هدف در تهران.
2. - بازی در نقش‌های اصلی (افسانه‌های اپرای جهان» در سال‌های پنجاه خورشیدی در رادیوی افغانستان.
3. - شرکت در برنامه‌های تیاتری دکلمهٔ شعر «دوساعته نور و صدا» به کارگردانی احمد شاه علم
4. -پخش و نشر تاریخ گفتاری مطبوعات افغانستان «از شمس انهار تا امروز» درهفده برنامه نیم ساعته.
5. -دکلمه شعر زیرعنوان «جرعه ای از شراب کهنهٔ عشق» یا برگزیده‌هایی از هزار و صد سال شعر فارسی دری.

درین مجموعه که متشکل از ۶۲ برنامهٔ نیم ساعته است، زندگی‌نامهٔ مختصر حدود ۲۰۰ تن از شاعران بزرگ از رودکی وشهید بلخی تا شعرای مطرح روزگار ما ذکر شده و نمونه‌های اشعارشان با موسیقی روح‌انگیز دکلمه شده‌است.
آخرین وظیفه دولتی شادان تعین و توظیف وی به عنوان رئیس اتحادیه ژورنالیستان افغانستان بود که بعد از مدتی خدمات ارزنده در سال ۱۹۹۲ میلادی نسبت اوضاع ناامن افغانستان مجبور به مهاجرت شد و اینک سال‌هاست همراه با خانواده اش در لندن زندگی می‌کند و اما عشق به هنر و ادب و فرهنگ سرزمین او در او نمرده
از سال ۱۹۹۵ بدینسو به عنوان خبرنگار، مجری و تهیه‌کننده برنامه‌ها ی بخش فارسی رادیو بی‌بی‌سی برای افغانستان مشغول به کار است.
عبدالله شادان با سیما عثمان شادان گوینده و برنامه ساز مشهور رادیو و تلویزیون اسبق کشور ازدواج کرده و ثمره ازدواج شان یک پسر و یک دختر است که هردو جوانان تحصیل یافته رشته‌های مختلف هستند.